# Autódromo de Luanda
O Autódromo de Luanda é um autódromo construído em Luanda, na Angola. Inaugurado em 28 de maio de 1972, possui 4.3 km de extensão e 8 curvas.

## História
Foi aberto em 28 de maio de 1972, uma semana depois do Autódromo de Benguela, sendo projetado por Ayrton Cornelsen e Júlio Basso e tendo uma das melhores estruturas do continente africano. Foi nesse circuito onde criou-se, por Ayrton Cornelsen, e utilizou-se pela primeira vez o conceito da caixa de brita nas áreas de escape, o que despertou interesse nos pilotos e mais tarde seria replicado em outros autódromos pelo mundo. A pista inicial continha cinco possíveis combinações, sendo a mais curta tendo 3.2 km de extensão, e a mais longa com 6.2 km a percorrer.
O circuito foi criado com a intenção de receber a Fórmula 1, o que nunca aconteceu, tendo recebido apenas etapas de nível nacional. Em 1975, com a Guerra Civil Angolana, o autódromo passou a pertencer ao exército, e posteriormente à polícia para treinamentos, fazendo com que a pista ficasse fechada por mais de 20 anos, sendo reaberto novamente em 2007 com um circuito reduzido. Contudo, o circuito também sofre com diversos problemas de infraestrutura e abandonos.

## Traçados

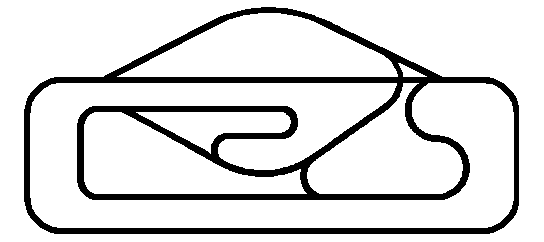
Circuito com todas as combinações
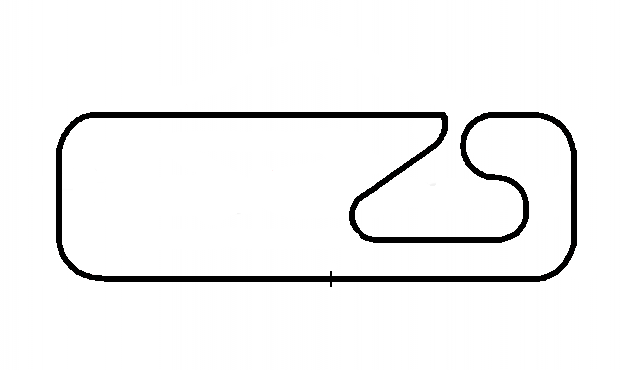
Circuito em 2007
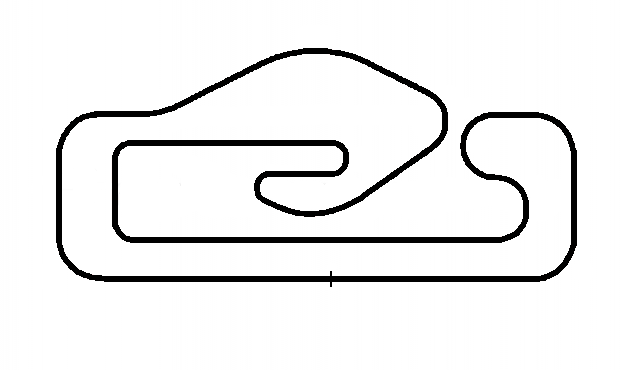
5ª combinação do circuito
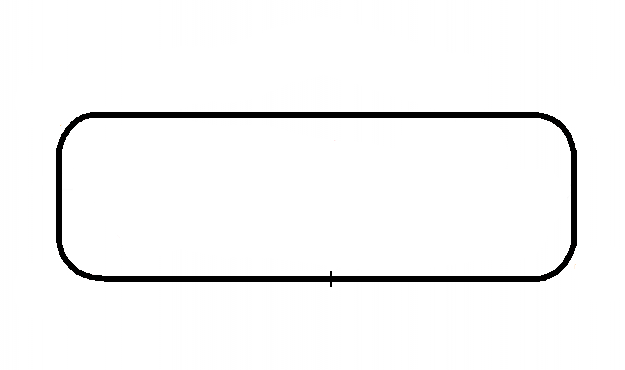
Oval

### Ligações Externas
- Autódromo de Luanda on www.gdecarli.it